# Sol Nascente (Telenovela)
Sol Nascente ist eine brasilianische Telenovela mit Bruno Gagliasso, Giovanna Antonelli, Rafael Cardoso, Luís Melo, Francisco Cuoco und Aracy Balabanian. Sie wurde vom 29. August 2016 bis 21. März 2017 auf dem Sender TV Globo ausgestrahlt.

## Handlung
Die Handlung spielt im fiktiven Dorf Sol Nascente und folgt der Reise zweier Freunde mit unterschiedlichem Hintergrund: Mario ist der Enkel der italienischen Einwanderer Gaetano und Geppina, die nach Brasilien kamen, um der Mafia zu entkommen. Er ist ein langjähriger Freund von Alice und wurde vom Japaner Kazuo Tanaka als Adoptivtochter zusammen mit seinen Cousins Yumi, Hiromi und Hideo aufgezogen. Die Freundschaft zerbricht, als Mario sich in seine Kindheitsfreundin Alice verliebt, die vorhat, zwei Jahre in Japan zu studieren. Unreif und impulsiv muss er sein Verhalten ändern, um Alice zu erobern, die mit César verlobt ist, einem scheinbar perfekten Mann, der aber nur ihr Geld will.

## Besetzung
| Schauspieler          | Rolle                                                           |
| --------------------- | --------------------------------------------------------------- |
| Bruno Gagliasso       | Mário De Angeli                                                 |
| Giovanna Antonelli    | Alice Tanaka                                                    |
| Rafael Cardoso        | Wladimir César Teixeira Correia Filho (César)                   |
| Luís Melo             | Kazuo Tanaka                                                    |
| Francisco Cuoco       | Gaetano De Angeli / Luigi Borelli                               |
| Aracy Balabanian      | Giuseppina De Angeli (Geppina) / Filomena Giunchetti            |
| Laura Cardoso         | Maria Aparecida Teixeira Correia (Dona Sinhá)                   |
| Marcello Novaes       | Vittorio De Angeli                                              |
| Cláudia Ohana         | Loretta Fragoso                                                 |
| Henri Castelli        | Rafael Martinez de Freitas Júnior (Ralf Tatoo)                  |
| Letícia Spiller       | Helena Martinez de Freitas (Lenita)                             |
| Marcelo Faria         | Felipe Robledo                                                  |
| Giovanna Lancellotti  | Milena De Angeli                                                |
| João Côrtes           | Giussepe De Angeli (Peppino)                                    |
| Miwa Yanagizawa       | Mieko Tanaka                                                    |
| Carol Nakamura        | Hiromi Tanaka (Hirô)                                            |
| Jacqueline Sato       | Yumi Tanaka                                                     |
| Paulo Chun            | Hideo Tanaka                                                    |
| Emílio Orciollo Netto | Damasceno Righi Salomão / Damasceno Giunchetti De Angeli (Dama) |
| Luma Costa            | Elisa Benatti                                                   |
| Nívea Maria           | Mirtes Calderón Texeira (Dona Mocinha)                          |
| Rafael Zulu           | João Amaro                                                      |
| Juliana Alves         | Dora de Souza                                                   |
| Marcello Melo Jr      | Tiago de Souza                                                  |
| Sylvia Bandeira       | Ana Clara Peixoto                                               |
| Renata Dominguez      | Sirlene da Silva                                                |
| Maria Joana           | Carolina Peixoto (Carol)                                        |
| Jean Pierre Noher     | Capitaine Patrick                                               |
| Tatiana Tiburcio      | Maria Francisca (Chica)                                         |
| Val Perré             | José Quirino (Quirino)                                          |
| Cinara Leal           | Vanda                                                           |
| Pablo Morais          | Nuno                                                            |
| Pâmela Tomé           | Patrícia (Paty)                                                 |
| Lucas Lucco           | Daniel                                                          |
| Márcio Kieling        | Bernardo Meirelles                                              |
| Érika Januza          | Júlia Ferreira                                                  |
| João Carlos Barroso   | Delegado Mesquita                                               |
| Flávia Guedes         | Kika                                                            |
| Ana Lima              | Paula                                                           |
| Marcello Airoldi      | Delegado Louzada                                                |
| Marko Ribeiro         | Piauí                                                           |
| Roberta Piragibe      | Nanda                                                           |
| Rick Garcia           | Pescoço                                                         |
| Felipe Mago           | Wagner Nascimento                                               |
| Lucas Sapucahy        | Cauã                                                            |